# Zbiór borelowski
Zbiór borelowski – podzbiór przestrzeni topologicznej, który można uzyskać ze zbiorów otwartych tej przestrzeni (lub równoważnie, ze zbiorów domkniętych) za pomocą przeliczalnych sum, przekrojów bądź dopełnień.
Klasa zbiorów uzyskanych za pomocą tych operacji tworzy σ-ciało nazywane σ-ciałem zbiorów borelowskich lub σ-ciałem borelowskim danej przestrzeni topologicznej.
Nazwa „zbiór borelowski” została wprowadzona dla uhonorowania prac francuskiego matematyka Émile Borela, który pierwszy badał te zbiory i ich zastosowania.

## Definicje
Niech {\displaystyle (X,\tau )} będzie przestrzenią topologiczną. Zbiór borelowski definiuje się jako element należący do najmniejszego σ-ciała przestrzeni {\displaystyle X} generowanego przez którąś z niżej wymienionych rodzin podzbiorów:
1. rodzinę podzbiorów otwartych w {\displaystyle X} (tzn. rodzinę {\displaystyle \tau }),
2. rodzinę podzbiorów domkniętych w {\displaystyle X,}
3. rodzinę podzbiorów zwartych w {\displaystyle X.}

Definicje 1. i 2. są równoważne. Definicja 3. nie jest równoważna z poprzednimi: można podać przykłady przestrzeni topologicznych, w których odpowiednie σ-ciała zbiorów są różne (na przykład przestrzeń Baire’a {\displaystyle \mathbb {N} ^{\mathbb {N} }} albo zbiór liczb niewymiernych {\displaystyle \mathbb {R} \setminus \mathbb {Q} }). Definicje te pokrywają się jednak np. w lokalnie zwartych przestrzeniach Lindelöfa, gdzie zbiory domknięte są przeliczalnymi sumami zbiorów zwartych, skąd σ-ciało generowane przez zbiory otwarte jest równe σ-ciału generowanemu przez zbiory zwarte. W szczególności pojęcia te są zgodne w lokalnie zwartych ośrodkowych przestrzeniach metrycznych.
W teorii mnogości, w odniesieniu do przestrzeni polskich zwyczajowo przyjmuje się pierwszą definicję, co założono w dalszej części artykułu.
Rodzina wszystkich zbiorów borelowskich na przestrzeni topologicznej {\displaystyle X} nazywana jest σ-ciałem Borela (σ-ciałem borelowskim) lub σ-algebrą Borela.
Przestrzenią borelowską związaną ze zbiorem borelowskim {\displaystyle X} nazywa się parę {\displaystyle (X,B),} gdzie {\displaystyle B} jest σ-ciałem zbioru {\displaystyle X.}

## Własności i przykłady
Z definicji wynika, że dla dowolnej przestrzeni topologicznej {\displaystyle (X,\tau )} borelowskimi są zbiory otwarte i domknięte tej przestrzeni, a ponadto ich różnice oraz przeliczalne sumy i iloczyny.
Przykłady:
- zbiór liczb wymiernych na prostej rzeczywistej uzyskany jako przeliczalna suma przeliczalnego iloczynu zbiorów otwartych,
- pojedynczy punkt będący dopełnieniem sumy dwóch zbiorów otwartych np. {\displaystyle (-\infty ,1)\cup (1,\infty ),}
- rodzina zbiorów borelowskich na prostej jest generowana przez wszystkie przedziały otwarte (równoważnie: domknięte) o końcach wymiernych,
- rodzina zbiorów borelowskich na płaszczyźnie jest generowana przez wszystkie prostokąty otwarte o wierzchołkach wymiernych (wystarczą prostokąty o bokach równoległych do osi współrzędnych),
- nie ma naturalnego przykładu podzbioru prostej rzeczywistej, który nie byłby borelowski (intuicyjnie wszystkie zbiory, które można opisać wzorem są borelowskie),
- istnieją konstrukcje zbiorów korzystające z pewnika wyboru, które dają zbiory nie należące do tej klasy, np. zbiór Vitalego lub zbiór Bernsteina.

Z konstrukcji miary Lebesgue’a podzbiory borelowskie prostej rzeczywistej są mierzalne w sensie Lebesgue’a. Mają one ponadto własność Baire’a.

## Przestrzenie polskie
Podana wyżej definicja zbiorów borelowskich ma ograniczoną użyteczność z tego powodu, że nie podaje ona żadnej informacji o strukturze tych zbiorów. Mówiąc najmniejsze σ-ciało zawierające zbiory otwarte nie dajemy żadnej wskazówki co do tego, które z podzbiorów przestrzeni należą do tego ciała. Budowę tego σ-ciała możemy opisać krok po kroku, a w przestrzeniach polskich (i ogólniej w przestrzeniach metrycznych) otrzymujemy w ten sposób szczególnie interesujący opis (wynikający z faktu, że każdy zbiór domknięty jest przekrojem przeliczalnie wielu zbiorów otwartych). Opis ten podaje tak zwaną hierarchię zbiorów borelowskich i jest podstawowym pojęciem w opisowej teorii mnogości.

### Definicja
Niech {\displaystyle X} będzie przestrzenią polską. Przez indukcję po liczbach porządkowych {\displaystyle 0<\alpha <\omega _{1}} definiujemy rodziny {\displaystyle \mathbf {\Sigma } _{\alpha }^{0}(X),\mathbf {\Pi } _{\alpha }^{0}(X),\Delta _{\alpha }^{0}(X)} podzbiorów przestrzeni {\displaystyle X.}
- {\displaystyle \mathbf {\Sigma } _{1}^{0}(X)} jest rodziną wszystkich otwartych podzbiorów {\displaystyle X,} {\displaystyle \mathbf {\Pi } _{1}^{0}(X)} jest rodziną wszystkich domkniętych podzbiorów przestrzeni {\displaystyle X} (a więc elementy {\displaystyle \mathbf {\Pi } _{1}^{0}(X)} to dopełnienia zbiorów z {\displaystyle \mathbf {\Sigma } _{1}^{0}(X)}). Ponadto, niech

{\displaystyle \Delta _{1}^{0}(X)=\mathbf {\Sigma } _{1}^{0}(X)\cap \mathbf {\Pi } _{1}^{0}(X),}
czyli {\displaystyle \Delta _{1}^{0}(X)} jest rodziną wszystkich otwarto-domkniętych podzbiorów {\displaystyle X.}
- Przypuśćmy, że zdefiniowane już zostały rodziny {\displaystyle \mathbf {\Sigma } _{\beta }^{0}(X),\mathbf {\Pi } _{\beta }^{0}(X),\Delta _{\beta }^{0}(X)} dla {\displaystyle 0<\beta <\alpha .} Niech:

{\displaystyle \mathbf {\Sigma } _{\alpha }^{0}(X)} jest rodziną wszystkich zbiorów postaci
{\displaystyle A=\bigcup \limits _{n=0}^{\infty }A_{n},}
gdzie
{\displaystyle A_{n}\in \bigcup \limits _{\beta <\alpha }\mathbf {\Pi } _{\beta }^{0}(X)}
(dla wszystkich {\displaystyle n}),
{\displaystyle \mathbf {\Pi } _{\alpha }^{0}(X)} jest rodziną wszystkich tych zbiorów {\displaystyle A\subseteq X,} że {\displaystyle X\setminus A\in \mathbf {\Sigma } _{\alpha }^{0}(X),}
{\displaystyle \Delta _{\alpha }^{0}(X)=\mathbf {\Sigma } _{\alpha }^{0}(X)\cap \mathbf {\Pi } _{\alpha }^{0}(X).}
Zdefiniowane powyżej rodziny zbiorów są czasami nazywane klasami borelowskimi. Jeśli wiadomo, w jakiej przestrzeni polskiej pracujemy (albo jeśli nie jest to istotne), to oznacza się je zwykle {\displaystyle \mathbf {\Sigma } _{\alpha }^{0},\mathbf {\Pi } _{\alpha }^{0},\Delta _{\alpha }^{0}} (zamiast {\displaystyle \mathbf {\Sigma } _{\alpha }^{0}(X),\mathbf {\Pi } _{\alpha }^{0}(X),\Delta _{\alpha }^{0}(X)}).

### Własności
Niech {\displaystyle X} będzie nieprzeliczalną przestrzenią polską i niech wszystkie wspomniane poniżej klasy borelowskie odnoszą się do tej przestrzeni.
- Dla wszelkich {\displaystyle 0<\alpha <\beta <\omega _{1}} zachodzą inkluzje:

{\displaystyle \mathbf {\Sigma } _{\alpha }^{0}\subseteq \Delta _{\beta }^{0}\subseteq \mathbf {\Sigma } _{\beta }^{0}} oraz {\displaystyle \mathbf {\Pi } _{\alpha }^{0}\subseteq \Delta _{\beta }^{0}\subseteq \mathbf {\Pi } _{\beta }^{0}.}
Każda z tych inkluzji jest właściwa (tzn. nie zachodzi żadna z odpowiednich równości).
- Rodzina

{\displaystyle \bigcup \limits _{0<\alpha <\omega _{1}}\mathbf {\Sigma } _{\alpha }^{0}=\bigcup \limits _{0<\alpha <\omega _{1}}\mathbf {\Pi } _{\alpha }^{0}}
wyczerpuje wszystkie borelowskie podzbiory {\displaystyle X.}
- Klasy {\displaystyle \mathbf {\Sigma } _{\alpha }^{0}} są zamknięte na sumy przeliczalne i skończone przekroje zbiorów, a klasy {\displaystyle \mathbf {\Pi } _{\alpha }^{0}} są zamknięte na przekroje przeliczalne i skończone sumy.
- Każda klasa {\displaystyle \Delta _{\alpha }^{0}} jest ciałem podzbiorów {\displaystyle X.}

Borelowskie podzbiory doskonałych przestrzeni polskich są jednymi z obiektów zainteresowań w opisowej teorii mnogości. Poniżej, mówiąc o zbiorach borelowskich, myślimy o borelowskich podzbiorach jakiejkolwiek doskonałej przestrzeni polskiej.
- Każdy nieprzeliczalny zbiór borelowski ma doskonały podzbiór, więc też podzbiór homeomorficzny ze zbiorem Cantora. Więc każdy nieskończony zbiór borelowski jest albo przeliczalny, albo mocy continuum, nawet bez założenia hipotezy continuum[a].
- Moc rodziny zbiorów borelowskich wynosi continuum. Tak więc pomimo tego, że trudno jest podać przykład zbioru, który nie jest borelowski, zbiorów nieborelowskich jest „więcej” niż borelowskich.
- Ciągły różnowartościowy obraz zbioru borelowskiego jest zbiorem borelowskim. W ogólności jednak, ciągły obraz zbioru borelowskiego nie musi być borelowski (zob. zbiór analityczny).
- Wszystkie doskonałe przestrzenie polskie są borelowsko izomorficzne. Jeśli {\displaystyle X} jest doskonałą przestrzenią polską, to istnieje funkcja wzajemnie jednoznaczna {\displaystyle f\colon X\longrightarrow \mathbb {R} ,} która jest funkcją mierzalną względem σ-ciała zbiorów borelowskich. (Wówczas również funkcja odwrotna {\displaystyle f^{-1}} jest mierzalna.)
- Twierdzenie Kuratowskiego mówi, że jeśli {\displaystyle X_{1},X_{2}} są doskonałymi przestrzeniami polskimi, to można wybrać ich borelowskie podzbiory pierwszej kategorii {\displaystyle Z_{1}\subseteq X_{1}} i {\displaystyle Z_{2}\subseteq X_{2},} takie że przestrzenie {\displaystyle X_{1}\setminus Z_{1}} i {\displaystyle X_{2}\setminus Z_{2}} są homeomorficzne.

### Notacja
Notację {\displaystyle \mathbf {\Sigma } _{\alpha }^{0}} wprowadził John W. Addison w 1959.
Z czasem symbolika ta przyjęła się w całej teorii mnogości. Często jednak w topologii oraz w starszych podręcznikach teorii mnogości dla początkowych klas borelowskich używa się tradycyjnej symboliki:
- elementy klas {\displaystyle \mathbf {\Sigma } _{1}^{0},\mathbf {\Pi } _{1}^{0}} są po prostu nazywane odpowiednio zbiorami otwartymi i domkniętymi (nie mają odrębnej symboliki),
- elementy klasy {\displaystyle \mathbf {\Sigma } _{2}^{0}} są nazywane zbiorami typu Fσ, a elementy klasy {\displaystyle \mathbf {\Pi } _{2}^{0}} – zbiorami typu Gδ,
- elementy klas {\displaystyle \mathbf {\Sigma } _{3}^{0},\mathbf {\Pi } _{3}^{0}} są nazywane odpowiednio zbiorami typu Gδσ i zbiorami typu Fσδ itd.